# Karina Mora
Karina Patricia Mora Novelo (17. studenoga, 1980.) meksička je televizijska i filmska glumica.

## Životopis
Iako je rođena u Méridi, Karina je najveći dio života provela u gradu Campeche. Ondje je pohađala osnovnu i srednju školu i bavila se klasičnim baletom, jazzom i regionalnim plesovima.
Bila je Miss Campeche i Meksika na Međunarodnom izboru za Miss u Japanu.
S devetnaest se godina odlučila baviti glumom te se upisuje na Televisa Artistic Education Center. Dobiva uloge u telenovelama i filmovima Cuento de Navidad, Corazón partido, Ciganke, Alma Indomable, Un tigre en la cama, Marina i ¿Dónde está Elisa?.

## Filmografija
| Godina | Naslov               | Uloga                | Vrsta      |
| ------ | -------------------- | -------------------- | ---------- |
| 2010.  | Nestala              | Gisela Cruz          | telenovela |
| 2009.  | Un tigre en la cama  | -                    | film       |
| 2008.  | Alma indomable       | Dubraska Sorrento    | telenovela |
| 2008.  | Entre sábanas        | Paula                | film       |
| 2007.  | Signos vitales       | -                    | film       |
| 2006.  | Slomljeno srce       | Lizania Luque Lemans | telenovela |
| 2006.  | Marina               | Matilde              | telenovela |
| 2005.  | Slomljeno srce       | Alejandra            | telenovela |
| 2004.  | Ciganke              | María Magdalena      | telenovela |
| 2004.  | Malverde, la leyenda | -                    | film       |
| 1999.  | Cuento de Navidad    | -                    | telenovela |